# Séquia de Tormos
La Séquia de Tormos és una de les vuit séquies de l'Horta de València que estan sota la jurisdicció del Tribunal de les Aigües de la ciutat de València (País Valencià). L'origen de la seua construcció data de l'època musulmana en la qual el poble musulmà va ocupar la ciutat de València des de l'any 711 fins al 1238.
És la primera séquia del marge esquerre del riu a captar l'aigua per al reg, exceptuant la Real Séquia de Montcada que té jurisdicció a part. Rega hortes i camps de l'oest i nord-oest de la ciutat de València, incloent-hi algunes pedanies de Poblats del Nord i de Poblats de l'Oest. Finalitza a la Séquia de Rascanya, a l'altura del Molí de Canyars entre Carpesa i la població de Tavernes Blanques.

## Traçat
L'origen de la séquia està en l'assut de la Séquia de Tormos situat al llit del riu Túria, avui inclòs dins el Parc Natural del Túria, situat entre els termes municipals de Manises al sud i de Paterna al nord, concretament 200 metres a l'est del pont que comunica l'autovia V-11, que dona accés a l'Aeroport de Manises, amb la carretera CV-365 de Paterna.
Recorre paral·lela al marge esquerre del riu pel sud del terme municipal de Paterna, i arriba a trobar-se amb el naixement de la séquia de Mestalla passant al costat del seu assut i transcorrent les dues en paral·lel al riu i a l'autovia V-30 fins que arriben a l'alçada de l'Assut del Repartiment en sòl de Quart de Poblet. Un cop aquí cada séquia segueix el seu curs, i la de Tormos passa sota la V-30 per immediatament després de creuar sota la CV-30 i discórrer paral·lela a aquesta autovia de nou per sòl de Paterna fins que arriba a l'alçada de l'enllaç amb la CV-31 i és aquí quan entra en terme municipal de la ciutat de València, concretament per l'horta del nord de la "Partida de Dalt" de l'antiga població de Campanar. Aquesta horta avui pertany al barri de Sant Pau
Els principals braços de la séquia de Tormos al terme de València són:
- En Campanar: Tragador de Dins i Tragador de Fora.
- En Benicalap.- El braç de Benicalap, del que parteixen el braç de Marxalenes, el braç de Ferrando i el braç les Barraques.
- En Poble Nou-Borbotó: Braç de la Veleta i el braç de Ferrús.[1][3]

Segueix paral·lela a la CV-30, molt pròxima al sud del poble de Benimàmet, i en arribar a l'altura de Beniferri creua per sota la CV-30 i discorre pel Parc Ademús de Burjassot, creua sota la CV-35 i va subterrània pel carrer de l'Arxiprest Domingo Sancho de Burjassot i prossegueix després d'una escola pel carrer de Marià Benlliure fins a la plaça del Portalet, on es troba a prop de la Séquia Reial de Montcada. Creua sota les vies de la línia 1 de Metrovalencia i es dirigeix al popular Molí de la Sal per després seguir cap al nord pel Camí de l'Alqueria del Rosari.

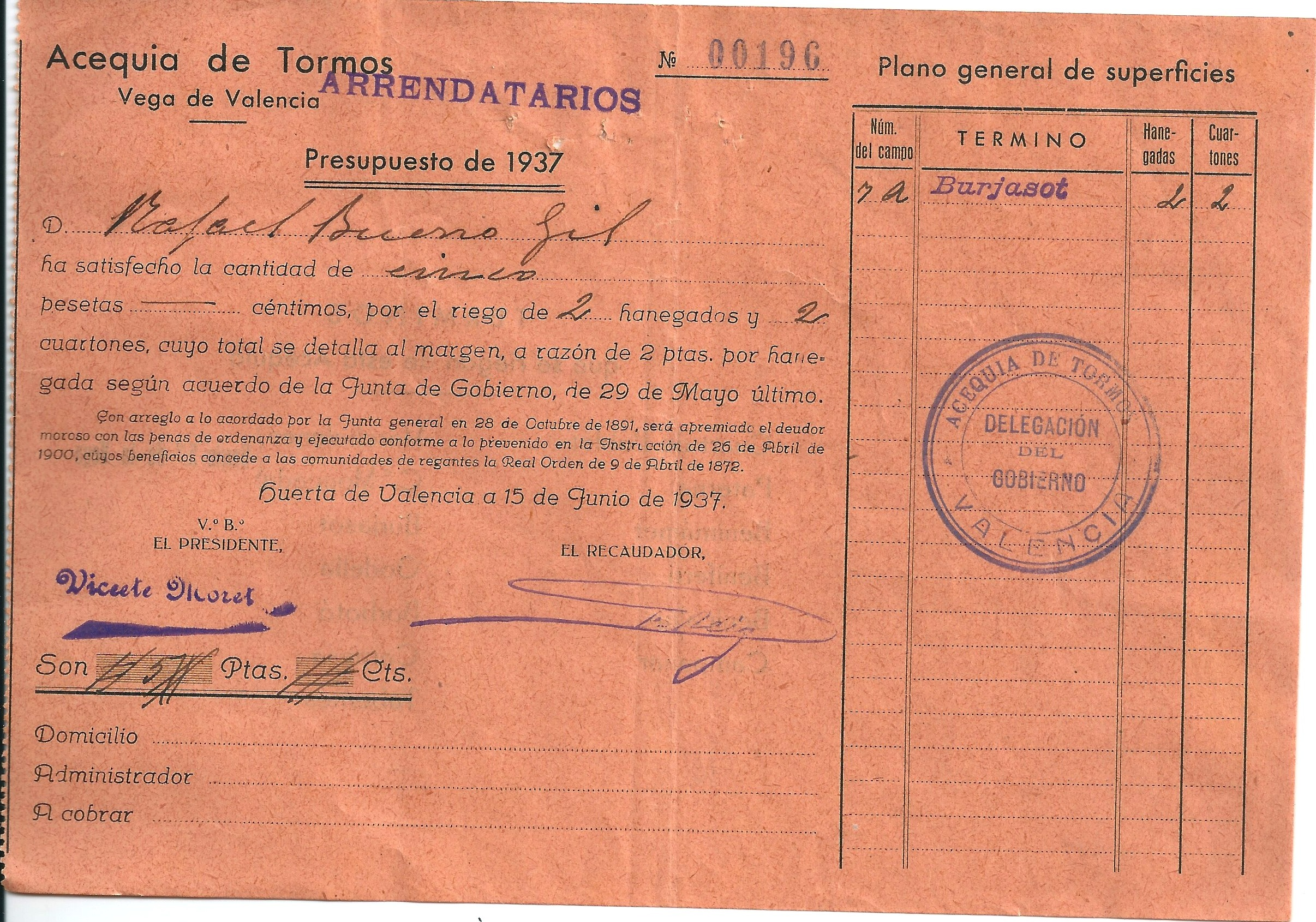
Rebut de cequiatge d'uns camps a Burjassot, 1937

Uns metres més al nord entra de nou en terra de València, concretament a l'horta de Poble Nou primer i de Borbotó després. Passa sota el nucli de la població i pel carrer del Dr. Constantí Gómez arriba al Camí de Montcada i discorre paral·lela a ell direcció nord fins a arribar al naixement de la canalització del "Palmaret Baix ", antic paleobarranc que va ser reconvertit en la Séquia de la Font de Carpesa i que ara és una moderna canalització de drenatge d'aigües. Un cop superat aquest punt continua direcció al nord-est formant una corba per camps del sud de Benifaraig poc abans d'entrar pel nord de Carpesa, en concret al costat de l'ermita de Sant Roc i pel camí de Carpesa a Bonrepòs i Mirambell.
Abans d'arribar al barranc de Carraixet es desvia cap al sud serpentejant pels camps de l'horta de l'est de Carpesa. Supera per sota el camí de l'Entrada al Molí de Canyars i passa de nou per sobre del Palmaret Baix que drena les seues aigües al barranc de Carraixet per immediatament passar sota el Molí de Canyars costat a la trobada de les seues aigües amb la llera de la séquia de Rascanya ja al límit amb Tavernes Blanques.